# Микутавичюс, Марийонас
Марийо́нас Микута́вичюс (Ма́рюс Микутавичюс; лит. Marijus Mikutavičius, 19 апреля 1971, Лаздияй) — литовский певец, телевизионный ведущий, журналист.

## Биография
В 1980 с родителями переехал в Вильнюс. Обучался журналистике на факультете коммуникации Вильнюсского университета 1989—1994.
Работал в молодёжном журнале «Jaunimo gretos» («Ряды молодёжи»), писал для журнала «Tik vyrams» («Только для мужчин»), делал репортажи для информационной передачи Литовского телевидения.
В 1991 стал одним из основателей и участников рок-группы «Bovy», в составе которой выступал в скандинавских странах, странах Восточной Европы, Германии. В 1995 на фестивале «Liepājas dzintars» получил приз как лучший вокалист.
Ведущий молодёжных передач и ток-шоу на Литовском телевидении и частных каналах LNK, TV3.
Автор и исполнитель хитов, занимавших высшие позиции в литовских хит-парадах. Благодаря песне «Три миллиона» («Trys milijonai»), признанной песней 2000 года, был назван лучшим исполнителем года и получил музыкальную премию «Bravo».
В 2004 компания «Intervid» выпустила альбом «Pasveikinkit vieni kitus» («Поздравьте друг друга»), включивший две версии хита «Три миллиона». Альбом стал «платиновым» (продано 20 000 экземпляров в 2004 и свыше 30 000 в 2005). В феврале — марте 2005 в средствах массовой информации обсуждалась скандальная ситуация, сложившаяся вокруг чрезвычайно популярной песни «Три миллиона»: как оказалось, Микутавичюс права на неё передал на пять лет компании «Intervid».
Весной 2006 Микутавичюс вошёл в сборную группу популярных звёзд литовской поп-музыки «LT United» (помимо него, в неё вошли Андрюс Мамонтовас, Саулюс Урбонавичюс, Викторас Диавара, Арнолдас Лукошюс и Эймантас Бялицкас); песня «We are the Winners (of Eurovision)» в исполнении этой группы прошла национальный отборочный тур на 51-й международный музыкальный конкурс «Евровидения» в Афинах (18 и 20 мая 2006). Песня «We are the Winners» в финале национального конкурса набрала в два раза больше голосов (32 699), чем следующая за ней «Welcome» группы «InCulto» (16 451).

## Песни и альбомы
- «Velnias, man patinka Kalėdos» («Чёрт, мне нравится Рождество»)
- «Aš miręs» («Я мёртв»)
- «Trys milijonai» («Три миллиона», литовская официальная песня XXVII Олимпийских игр в Сиднее (2000) и популярный неофициальный гимн спортивных болельщиков).

## Награды
- Медаль ордена «За заслуги перед Литвой» (2014)[1].